# Parti socialiste des travailleurs (États-Unis)
Pour les articles homonymes, voir Parti socialiste des travailleurs.
 (janvier 2013).
Si vous disposez d'ouvrages ou d'articles de référence ou si vous connaissez des sites web de qualité traitant du thème abordé ici, merci de compléter l'article en donnant les références utiles à sa vérifiabilité et en les liant à la section « Notes et références ».
Le Parti socialiste des travailleurs (en anglais Socialist Workers Party ou SWP) est un parti politique américain trotskyste. Créé début 1938, c'est l'héritier de la Ligue communiste d'Amérique, elle-même fondée par des sympathisants trotskystes en 1928. Longtemps proche de la Quatrième Internationale - Secrétariat unifié (QI-SU), le SWP s'en est éloigné dans les années 1980 jusqu'à la quitter officiellement en 1990. Influent dans les années 1960-1970 où il participa au mouvement des droits civiques et à la protestation contre la guerre du Viêt Nam, son importance a progressivement décliné depuis.

## Création et Seconde Guerre mondiale
Le SWP fut créé lors de la Convention du 31 décembre 1937-1er janvier 1938 qui suivait l'exclusion des ex-membres de la Ligue communiste d'Amérique (CLA) du Parti socialiste d'Amérique (SP). Parmi eux, James P. Cannon, Max Shachtman et James Burnham - ces deux derniers quittant le parti dès 1940 sur un désaccord avec Léon Trotski et Cannon concernant à la fois la nature de l'URSS et leur refus de soutenir ce dernier dans la guerre, alors que l'URSS et l'Allemagne nazie avaient signé un pacte de non agression et que l'Union soviétique venait d'envahir la Finlande.
En 1941, le SWP fut la première victime du Smith Act de 1940, loi qui interdisait la publication d'ouvrages ou d'articles révolutionnaires. Des dizaines de cadres-dirigeants du parti, dont James P. Cannon, Carl Skoglund, Farrell Dobbs, Grace Carlson, Harry DeBoer, Max Geldman et Albert Goldman, ainsi que plusieurs syndicalistes de l'United Auto Workers de Minneapolis, proches du SWP, furent ainsi inculpés. Le SWP soutenait alors la Proletarian Military Policy (en), une politique de la Quatrième Internationale prenant cadre dans son « programme de transition », qui visait à transformer la « guerre impérialiste » en « guerre révolutionnaire ». À cet effet, il refusait de déclarer une trêve sociale et continuait à tenter d'organiser des grèves, soutenant par ailleurs le Mouvement de la marche sur Washington organisé par les militants noirs des droits civiques Bayard Rustin et A. Ph. Randolph. En tout, 28 militants furent ainsi inculpés sous le Smith Act et le Sedition Act (en) de 1861 qui n'avait jamais été utilisé jusqu'alors.
Le procès fédéral commença en octobre 1941 à Minneapolis, la plupart des preuves étant tirées de déclarations publiques des cadres du SWP ou d'ouvrages communistes de Karl Marx, Vladimir Ilitch Lénine ou Léon Trotski. 18 des inculpés furent jugés coupables d'infraction au Smith Act, c'est-à-dire d'avoir distribué des écrits subversifs, et furent condamnés à entre 12 et 16 mois de prison. Les derniers condamnés furent libérés en février 1945.

## Maccarthysme et années 1950
En 1947, la Tendance Johnson-Forest du Workers Party (en) de Max Shachtman, qui avait défendu l'analyse de l'URSS comme « capitalisme d'État » (rompant avec la définition trotskyste officielle comme « État ouvrier dégénéré » qu'il fallait malgré tout soutenir), finit par rejoindre à nouveau le SWP. Les frictions avec les trotskystes plus orthodoxes du SWP finirent cependant par provoquer à nouveau leur départ en 1951, ceux-ci créant le Correspondence Publishing Committee (en), proche de Socialisme ou barbarie, qui évolua progressivement vers le « marxisme humaniste ».
Farrell Dobbs, chargé de la publication de The Militant (en), devint le candidat officiel du parti aux élections présidentielles de 1948 à 1960, et remplaça en 1953 James Cannon comme secrétaire national.
Une partie du SWP, les Cochranites (du nom de Bert Cochran (en), membre du comité central et leader du parti à Détroit) défendit dans les années 1950 l'approche du trotskyste Pablo, qui voulait recruter des membres parmi les communistes radicaux. Avec nombre d'autres mouvements trotskystes, le SWP avait en effet rejeté en 1953 la stratégie d'entrisme préconisée par Pablo au sein des partis communistes, constituant le Comité international de la Quatrième Internationale (CIQI).
Le SWP accusa ainsi les Cochranites de vouloir abandonner la lutte révolutionnaire sous la double pression de la prospérité d'après-guerre et du maccarthysme. Cela mena à leur expulsion en 1954, Cochran, Harry Braverman et Paul N. Siegel créant alors l'éphémère American Socialist Union (en) avec environ une centaine de membres. James Cannon envoya alors Ed Shaw (en) réorganiser le SWP à Detroit, la plupart des membres locaux ayant suivi Cochran.
Le SWP condamna en 1956 la répression de l'insurrection de Budapest. Deux ans plus tard, une tendance minoritaire qui s'était opposée à cette décision fut exclue. Menée par Sam Marcy (en), qui avait soutenu à la fois la candidature présidentielle du progressiste Henry Wallace en 1948 et, sur le plan international, Mao, elle créa en 1959 le Workers World Party.

## Révolution cubaine et New Left
Bien que ces scissions ne fussent suivies que par des minorités peu importantes, le SWP ne parvint pas réellement à recruter pendant des années. Il réussit à devenir plus attractif après la révolution cubaine, en créant en 1960 le Fair Play for Cuba Committee, qui fut notamment soutenu par les écrivains Norman Mailer et Allen Ginsberg. Le comité aurait été infiltré par la CIA et le FBI.
Parallèlement, le SWP travailla à la réconciliation au sein du mouvement trotskyste international, ce qui mena à la fusion de 1963 au sein de la Quatrième Internationale - Secrétariat unifié (les lambertistes se tiennent cependant à l'écart, à l'inverse de la LCR). Joseph Hansen, ex-secrétaire de Trotsky et membre du Comité national du SWP de 1940 à 1975, siège alors au sein de la direction de la nouvelle Quatrième Internationale. Celle-ci soutient Cuba et s'accorde pour condamner les interventions militaires de l'URSS dans le Bloc de l'Est (« doctrine Brejnev »).
Certains au sein du SWP, notamment la « Tendance révolutionnaire » (RT) de James Robertson et Tim Wohlforth, refusent toutefois cette conciliation avec le pablisme et dénient à Cuba le statut d'« État ouvrier ». Avec une minorité de membres, dont Lyndon LaRouche, ils finissent par être exclus et créent au niveau international la Ligue spartakiste, qui défendra des positions orthodoxes, sinon sectaires, et demeurera très minoritaire par rapport aux autres courants trotskystes.
Une autre scission affectera le SWP avec le départ de la branche de Seattle, en 1966, qui créé le Freedom Socialist Party (en) (FSP), Clara Fraser défendant une ligne dite de revolutionary integrationism (en) naguère défendue par Max Shachtman. Alors que le SWP soutient les mouvements black nationalism et la Nation of Islam, ceux-ci prônent au contraire une lutte commune entre Blancs et Afro-Américains au sein des mêmes organisations (si les Black Panthers prônent une lutte commune, ils défendent, tout comme certaines féministes plus tard, des organisations autonomes). À l'inverse de la TR qui refusait tout front unique avec des « partis bourgeois », le FSP, sur une ligne légèrement plus pro-chinoise que le SWP, défendra toutefois l'alliance avec les mouvements féministes et de défense des droits civiques.
Pendant ce temps, le SWP continue à soutenir le mouvement des droits civiques et du black nationalism, Malcolm X venant parler à plusieurs de ses congrès. La radicalisation du mouvement social, aiguillonné par l'opposition à la guerre du Viêt Nam, fera gonfler les rangs du SWP pendant les années 1960-70. L'un des meneurs des campagnes contre la guerre au Viêt Nam, Fred Halstead, deviendra ainsi le candidat à la présidentielle du SWP en 1968. Le SWP soutient aussi le Chicano Movement, dont La Raza Unida, ainsi que les mouvements féministes pour le droit à l'avortement, en particulier via la Women's National Abortion Action Coalition. En 1976, le candidat présidentiel Peter Camejo, reçu plus de 90 000 voix, record du SWP jusqu'à aujourd'hui.
Le SWP présente ou soutient plusieurs candidats aux élections, locales et fédérales, ce qui lui vaut des tentatives de sabotage de la part du FBI dans le cadre de COINTELPRO. Dès 1974-75, le SWP porta plainte contre le FBI pour ces opérations, obtenant 264 000 dollars de dédommagements. Le FBI fut condamné pour le harcèlement constant du parti: cambriolages, écoutes téléphoniques illégales, manœuvres pour empêcher des membres du SWP d'être embauchés, fausses lettres afin de nuire aux bonnes relations entre le SWP et la National Association for the Advancement of Colored People (NAACP) ou le Revolutionary Youth Movement, un groupe issu des Students for a Democratic Society, création de pseudo-groupes afin de favoriser les dissensions internes, campagne de presse contre le candidat présidentiel du SWP Clifton DeBerry (en) en 1964 - un proche de Malcolm X - et contre le candidat présidentiel Fred Halstead (en) en 1968, ou encore contre la candidate à la gouvernance de New York, également en 1964, Judy White (en), etc.
En 1972, Jack Barnes (en) devint le nouveau secrétaire national, accentuant le soutien du SWP au régime cubain. Le parti publia alors de nombreux textes plus ou moins obscurs de Trotsky et d'autres militants communistes grâce à sa maison d'édition Pathfinder Press (en). À partir de 1969, celle-ci publiera Intercontinental Press (en), l'organe de la Quatrième Internationale (SU), Joseph Hansen s'occupant en particulier de sa publication.
La croissance du SWP s'accompagna de la création de diverses tendances, dont la fragile Proletarian Orientation Tendency (en), qui représentait entre 5 et 10 % du SWP et soutenait la ré-orientation du parti vers les luttes ouvrières classiques, ou la plus influente Tendance internationale qui soutenait la position officielle de la Quatrième Internationale (SU) en faveur des luttes de guérilla en Amérique latine, popularisées par le Che. Le SWP finira par exclure cette tendance, qui se désintégrera, une partie des militants revenant au bercail. La direction du parti sera soutenue dans cette décision par la Quatrième Internationale dont une grande partie décidera, en 1974 (10e Congrès), de soutenir le SWP dans sa condamnation de la stratégie guévariste: un an après le coup d'État du 11 septembre 1973 au Chili, celle-ci est en effet jugée comme « suicidaire ».

## Déclin et rupture avec la Quatrième Internationale
Après le premier choc pétrolier, l'influence du SWP déclina progressivement, retrait qui s'accentua vers la fin des années 1970. Après la grève dans les mines de charbon de 1977-78 et la création de mouvements comme Steelworkers Fight Back, le SWP effectua un virage ouvriériste en 1978, demandant à ses militants de s'établir à l'usine, comme l'avait fait précédemment une partie des maoïstes.
En 1982, le SWP abandonna officiellement la doctrine de la « révolution permanente », rompant avec un pilier du trotskysme. Il prit ses distances avec la Quatrième Internationale (SU), se retirant de la direction effective. Tout comme le tournant ouvriériste, cette orientation avait été soutenue en particulier par le secrétaire national Jack Barnes (en), qui l'avait théorisé dans son livre Their Trotsky and Ours (1980). Outre la critique de la « révolution permanente », il défendait le soutien à Cuba, Nicaragua et à la Grenade en tant qu'« États communistes » (les minoritaires offrent un « soutien critique » à ces régimes). En 1983-84, Barnes, soutenu par Mary-Alice Waters (en) et d'autres, fit exclure près d'un tiers des membres du SWP qui rejetaient cette nouvelle ligne et défendaient l'approche de la Quatrième Internationale. Parmi les exclus, George Breitman et Frank Lovell, qui formèrent la Fourth Internationalist Tendency (en), ou les futurs membres de Socialist Action (en), qui sont parmi les rares organisations trotskystes américaines à avoir eu des élus locaux. Plusieurs de ces exclus finiront par créer en 1986 Solidarity (en), nommé en l'honneur du syndicat polonais et qui a soutenu plusieurs fois Ralph Nader à la présidence, présentant également des candidats propres aux élections fédérales (dont Dan La Botz (en), également membre de la section d'Ohio du Parti socialiste).
En 1990, la rupture définitive avec la Quatrième Internationale (SU) fut officialisée, le SWP américain suivant de quelques années son homologue australien (en). Barnes défendit alors la reconnaissance officielle de la Pathfinder tendency, courant trotskyste international soutenant le Parti communiste de Cuba (PCC).
Affecté par de nouveaux désaccords, le SWP perdit encore de l'influence dans les années 1990 et dut vendre son QG à New York en 2003, pour un montant de 20 millions de dollars ; il déménagea ailleurs dans Manhattan.
Il organisa à la fin des années 1980 la défense du syndicaliste et membre du SWP Mark Curtis (en), accusé de cambriolage et de viol, affirmant qu'il s'agissait d'une forme de harcèlement judiciaire à l'encontre du SWP. Libéré en conditionnelle en 1996, Curtis fut exclu du SWP après avoir été à nouveau arrêté, cette fois-ci accusé d'avoir demandé les services d'une prostituée.
Il est aujourd'hui actif dans la défense du droit des immigrés et de Cuba.
Parmi d'autres ex-membres on peut citer Peter Camejo, qui fut candidat à la présidentielle.
Le parti a désigné pour l'élection présidentielle américaine de 2008 Róger Calero pour la présidence et Alyson Kennedy pour la vice-présidence.

## Candidats et résultats à l'élection présidentielle
- 1948 : Farrell Dobbs : 13 614 voix
- 1952 : Farrell Dobbs : 10 312 voix
- 1956 : Farrell Dobbs : 7 797 voix
- 1960 : Farrell Dobbs : 60 166 voix
- 1964 : Clifton DeBerry : 32 327 voix
- 1968 : Fred Halstead : 41 390 voix
- 1972 :
  - Linda Jenness : 66 677 voix
  - Evelyn Reed
- 1976 : Peter Camejo : 90 986 voix[6]
- 1980 :
  - Andrew Pulley : 40 105 voix
  - Richard Congress : 4 029 voix (ballotage : Ohio)[7]
  - Clifton DeBerry
- 1984 : Melvin T. Mason : 24 672 voix
- 1988 : James "Mac" Warren : 15 604 voix
- 1992 : James "Mac" Warren : 23 096 voix
- 1996 : James Harris : 8 463 voix
- 2000 : James Harris : 7 378 voix
- 2004 :
  - Roger Calero : 3 689 voix (ballotage : Minnesota, Nebraska, New Jersey, New York, et Vermont)
  - James Harris : 7 102 voix (ballotage : Colorado, Washington, D.C., Floride, Iowa, Louisiane, Mississippi, Utah, Washington et Wisconsin)
- 2008[8] :
  - Róger Caleros : 5 127 votes
  - James Harris : 2 424 votes